# Morten Jensen
Morten Jensen (Dinamarca, 2 de diciembre de 1982) es un atleta danés especializado en la prueba de salto de longitud, en la que consiguió ser medallista de bronce europeo en pista cubierta en 2011.

## Carrera deportiva
En el Campeonato Europeo de Atletismo en Pista Cubierta de 2011 ganó la medalla de bronce en el salto de longitud, con un salto de 8.00 metros, tras el alemán Sebastian Bayer (oro con 8.16 metros) y el francés Kafétien Gomis (plata con 8.03 metros).